# 汪碩畫
汪碩畫（？—1646年6月7日（隆武二年四月庚子）），字耘石，徽州歙縣人，明朝、南明政治人物。

## 生平
汪碩畫是定番總兵汪碩德的弟弟，隨他在宣府當兵，官至參將；不久碩畫在袁繼咸麾下累積功勳，授都督同知總兵。袁繼咸死後，部下多投降清朝，只有他不屈服。南京失守，汪碩畫與兄長在塘棲起兵堂棲，戰敗後和數千人進入廣信，跟從周定礽守城，加太子少保。隆武帝說：「逃兵肆虐，沒有官員安撫，而地方奸徒勾結清兵，遺害很大。」因此命行人到各處安撫集聚，不久汪碩畫在貴溪兵敗，被清軍捉獲。金聲桓與舊友盟友多方誘降，他閉上眼睛不說話，很快在廣儲門外被殺。

## 引用
1. ↑  錢海岳《南明史·卷二·本紀第二》：（隆武二年四月）庚子，……總兵汪碩畫等戰貴溪，死之。
2. 1 2  錢海岳《南明史·卷四十八·列傳第二十四》：汪碩畫，字耘石，歙縣人。碩德弟。從軍宣府，官參將。已從袁繼咸，累功授都督同知總兵。
3. ↑  錢海岳《南明史·卷四十八·列傳第二十四》：上命行人分赴四方綏集。至是兵敗貴溪，援絕被執。金聲桓與夙盟，百計誘降，閉目不通一語。知不可奪，乃設牲醴生祭之，遇害廣儲門外。